# Lišany (Boemia centrale)
Lišany è un comune della Repubblica Ceca facente parte del distretto di Rakovník, in Boemia Centrale.